# كأس مولدوفا 2017–18
كأس مولدوفا 2017–18 هو الموسم 27 من  كأس مولدوفا. أقيم خلال الفترة 22 يوليو 2017 وحتى 23 مايو 2018، والذي يشرف على تنظيمه اتحاد مولدافيا لكرة القدم، وكان عدد الأندية المشاركة فيه  50، وفاز فيه ميلسامي أورهي.